# Williams FW46
Williams FW46 — болід Формули-1, розроблений і виготовлений Вільямс для участі в чемпіонаті Формули-1 2024. Пілотами стали Александр Албон та Логан Сарджент. Після Гран-прі Нідерландів Сарджента замінив Франко Колапінто.

## Історія
FW46 вперше було представлено 5 лютого 2024 року. Болід отримав ліврею, багато в чому схожу на ту, що була на болідах попередніх сезонів FW44 і FW45.

## Підсумки сезону
На відкритті сезону на Міжнародній трасі Бахрейну Албон і Сарджент кваліфікувалися тринадцятим та вісімнадцятим відповідно та фінішували на п'ятнадцятому та двадцятому місцях. На Гран-прі Саудівської Аравії пілоти стартували дванадцятим і дев'ятнадцятим і фінішували одинадцятим і чотирнадцятим. На Гран-прі Австралії Албон потрапив в важку аварію в першій практиці. Згодом пошкоджене шасі Албона було визнане непридатним для ремонту, а Сарджент передав своє шасі Албону, відмовившись від подальшої участі в Гран-прі. Албон взяв участь в третій вільній практиці та кваліфікувався дванадцятим. Він фінішував одинадцятим, зіштовхнувшись із значним зношенням гуми під час гонки. На наступному Гран-прі Японії Сарджент пошкодив відремонтоване шасі під час першої вільної практики, але команді вдалось відновити його. Албон та Сарджент кваліфікувалися чотирнадцятим та дев'ятнадцятим відповідно. Албон вибув з гонки на першому колі після зіткнення з Данієлем Ріккардо. Сарджент на завершальному етапі гонки вилетів за межі траси в гравій, але зміг повернутись на трасу та фінішував сімнадцятим.

## Результати
| Рік      | Команда         | Двигун                                     | Шини | Пілот            | Гран-прі | Гран-прі | Гран-прі | Гран-прі | Гран-прі | Гран-прі | Гран-прі | Гран-прі | Гран-прі | Гран-прі | Гран-прі | Гран-прі | Гран-прі | Гран-прі | Гран-прі | Гран-прі | Гран-прі | Гран-прі | Гран-прі | Гран-прі | Гран-прі | Гран-прі | Гран-прі | Гран-прі | Очки | Місце |
| Рік      | Команда         | Двигун                                     | Шини | Пілот            | БАХ      | САУ      | АВС      | ЯПО      | КИТ      | МАЯ      | ЕМІ      | МОН      | КАН      | ІСП      | АВТ      | ВЕЛ      | УГО      | БЕЛ      | НІД      | ІТА      | АЗЕ      | СІН      | США      | МЕХ      | САП      | ЛВГ      | КАТ      | АБУ      | Очки | Місце |
| -------- | --------------- | ------------------------------------------ | ---- | ---------------- | -------- | -------- | -------- | -------- | -------- | -------- | -------- | -------- | -------- | -------- | -------- | -------- | -------- | -------- | -------- | -------- | -------- | -------- | -------- | -------- | -------- | -------- | -------- | -------- | ---- | ----- |
| 2024     | Williams Racing | Mercedes-AMG F1 M15 E Performance 1.6 V6 t | P    | Александр Албон  | 15       | 11       | 11       | Схід     | 12       | 18       | Схід     | 9        | Схід     | 18       | 15       | 9        | 14       | 12       | 14       | 9        | 7        | Схід     | 16       | Схід     | НС       | Схід     | 15       | 11       | 17   | 9     |
| 2024     | Williams Racing | Mercedes-AMG F1 M15 E Performance 1.6 V6 t | P    | Логан Сарджент   | 20       | 14       | Від      | 17       | 17       | Схід     | 17       | 15       | Схід     | 20       | 19       | 11       | 17       | 17       | 16       |          |          |          |          |          |          |          |          |          | 17   | 9     |
| 2024     | Williams Racing | Mercedes-AMG F1 M15 E Performance 1.6 V6 t | P    | Франко Колапінто |          |          |          |          |          |          |          |          |          |          |          |          |          |          |          | 12       | 8        | 11       | 10       | 12       | Схід     | 14       | Схід     | Схід     | 17   | 9     |
| Джерело: |                 |                                            |      |                  |          |          |          |          |          |          |          |          |          |          |          |          |          |          |          |          |          |          |          |          |          |          |          |          |      |       |

* Сезон триває.